# Distrikt Gisagara
Der Distrikt Gisagara (Kinyarwanda Akarere ka Gisagara) ist einer von acht Distrikten in der Südprovinz von Ruanda.

## Geographie
Gisagara liegt im Süden Ruandas an der Grenze zu Burundi. Der Distrikt hat eine Gesamtfläche von 679,6 km² und unterteilt sich in 13 Sektoren, 59 Zellen und 524 Dörfer. Die 13 Sektoren sind Gikonko, Gishubi, Kansi, Kibirizi, Kigembe, Mamba, Muganza, Mugombwa, Mukindo, Musha, Ndora, Nyanza und Save.
Auf der Ostseite des Distrikts verläuft entlang der Grenze zu Burundi der Fluss Akanyaru.

## Politik
Regierungschef ist Jerome Rutaburingoga. Er wurde 2021 für eine zweite Amtszeit wiedergewählt.

## Bevölkerung

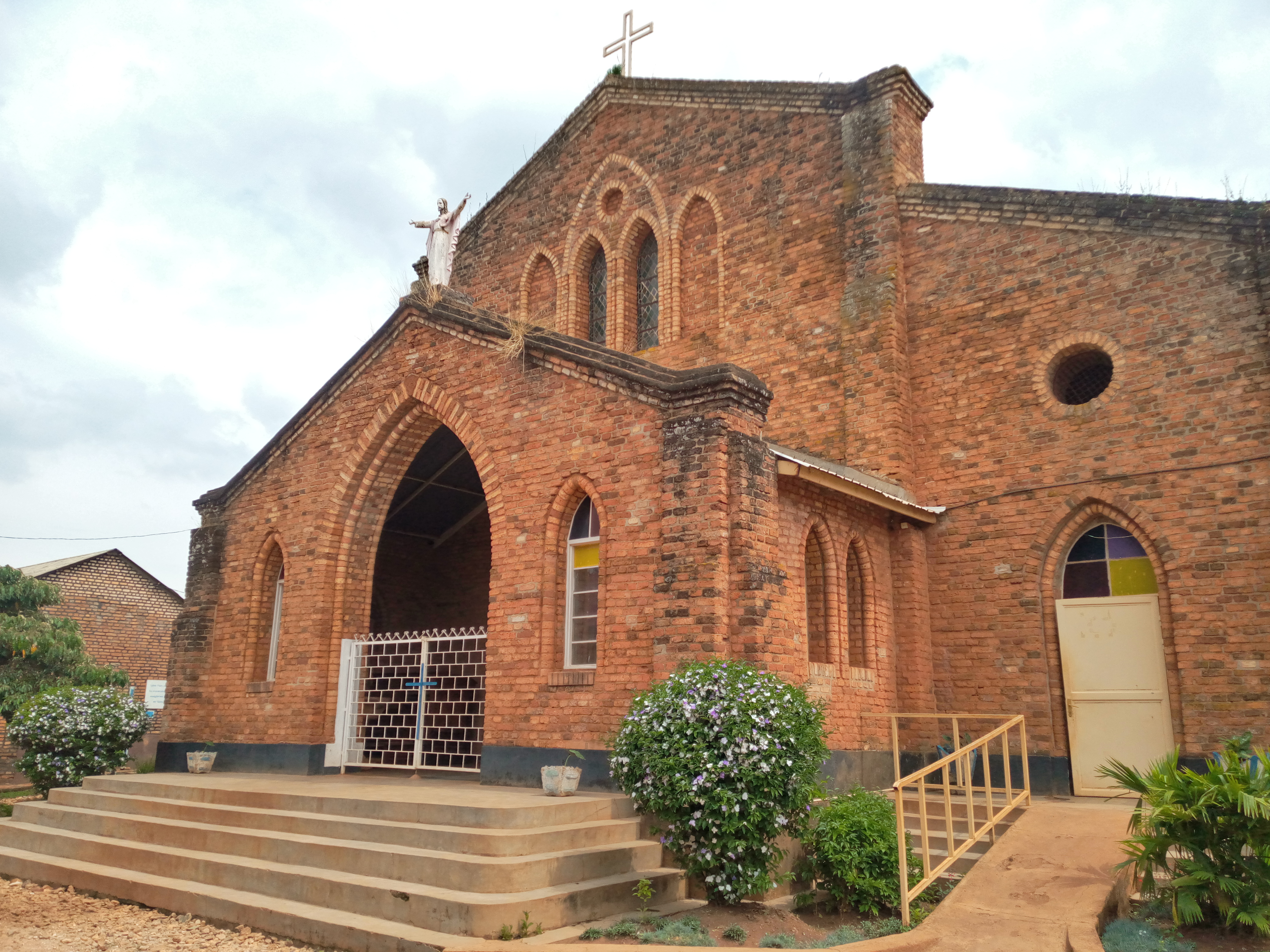
Kirche im Sektor Save

Stand 2022 betrug die Einwohnerzahl 397.051. Der Bevölkerungstrend ist zunehmend.
|          |          | Fläche [km²] | 2002    | 2012    | 2022    |
| -------- | -------- | ------------ | ------- | ------- | ------- |
| Distrikt | Gisagara | 679,6        | 262.128 | 322.506 | 397.051 |
| Sektor   | Gikonko  | 49,54        |         | 23.098  | 28.772  |
| Sektor   | Gishubi  | 61,75        |         | 24.904  | 31.860  |
| Sektor   | Kansi    | 41,92        |         | 18.423  | 22.310  |
| Sektor   | Kibirizi | 39,96        |         | 26.120  | 31.445  |
| Sektor   | Kigembe  | 45,06        |         | 20.264  | 22.488  |
| Sektor   | Mamba    | 80,14        |         | 34.892  | 45.283  |
| Sektor   | Muganza  | 69,97        |         | 29.781  | 36.530  |
| Sektor   | Mugombwa | 49,84        |         | 22.712  | 36.469  |
| Sektor   | Mukindo  | 51,20        |         | 26.829  | 32.393  |
| Sektor   | Musha    | 49,84        |         | 24.305  | 28.762  |
| Sektor   | Ndora    | 60,88        |         | 23.813  | 30.171  |
| Sektor   | Nyanza   | 38,92        |         | 18.929  | 19.627  |
| Sektor   | Save     | 41,08        |         | 28.436  | 30.941  |

## Verkehr
Durch den Distrikt verläuft etwa in Nord-Süd-Richtung die Nationalstraße 8. Diese ist Stand 2022 nicht asphaltiert. Von der Nationalstraße gehen mehrere District Roads ab.